# Kaufhaus Kressmann

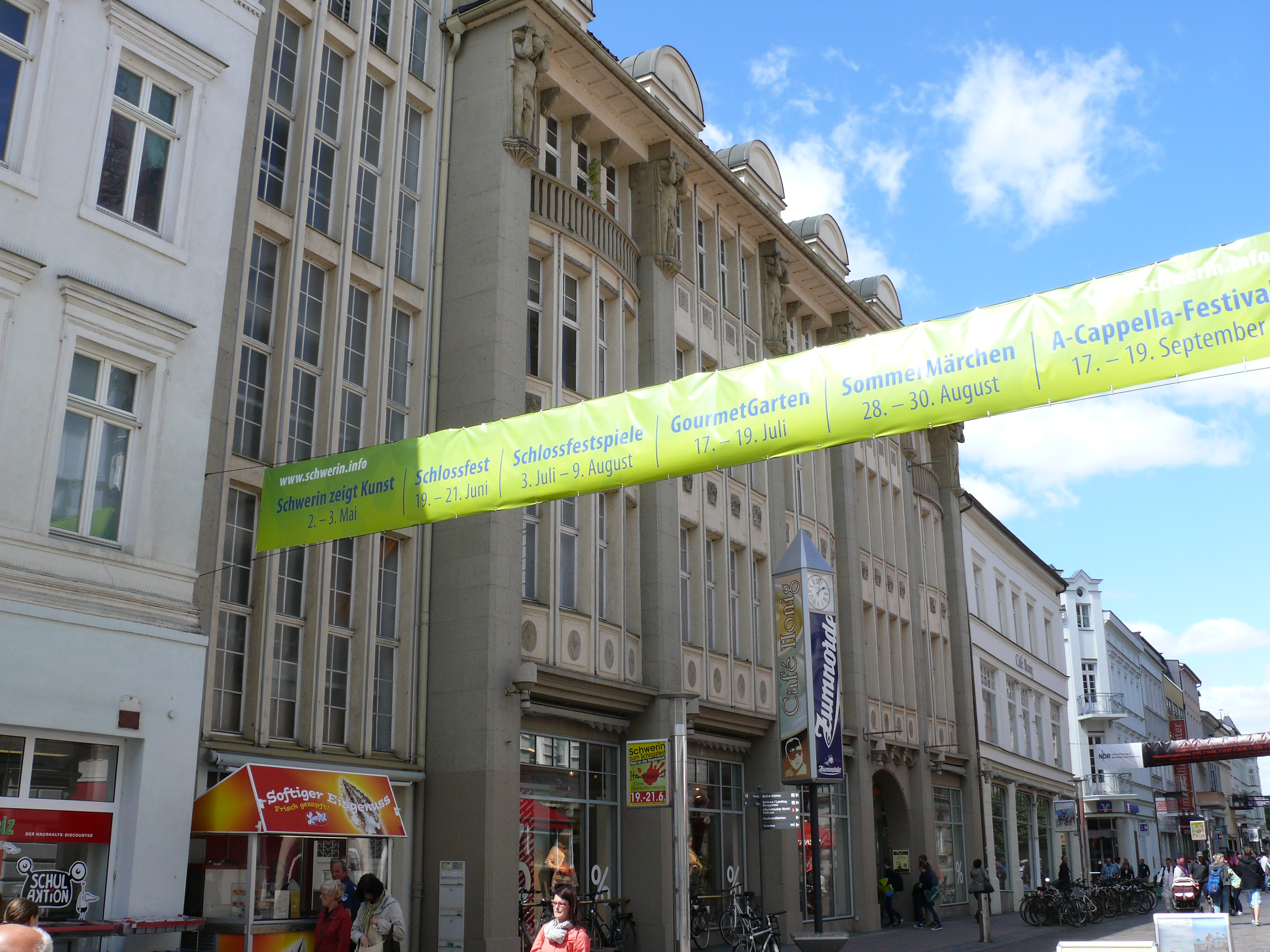
Mecklenburgstraße 19-23

Kaufhaus Kressmann was een warenhuis in de Altstadt van Schwerin aan de Mecklenburgstrasse 19-21-23. In het monumentale gebouw is Modehaus Kressmann gevestigd (stand: 2020).

## Geschiedenis
In 1911 nam zakenman Konrad Kreßmann uit Gützkow het warenhuis Rudolf Honig in Schwerin over.
In 1926 gaven Konrad Kreßmann en zijn neef Carl Kreßmann opdracht tot de bouw van het vier verdiepingen tellende warenhuis met het zes verdiepingen tellende torengedeelte aan de zijkanten. Het ontwerp van het pand aan de toenmalige Kaiser-Wilhelm-Strasse (nu Mecklenburgstrasse) werd gebouwd naar een ontwerp van de architect van Hans Stoffers.
Na 1945 ontvluchtte het gezin de Sovjet-bezettingszone. In 1951 werd het pand onteigend en verder geëxploiteerd als warenhuis. Na de val van van de Muur kreeg de familie het pand op 11 april 1991 terug en renoveerde het, waarna het in oktober heropend kon worden. Het Café Honig in het modehuis herinnert aan de voormalige eigenaar Rudolf Honig. In 2011 werd winkelcentrum Marienplatz-Galerie gebouwd, van waaruit een verbinding met het modehuis werd gecreëerd.
Het huidige modehuis van Kressmann GmbH & Co. KG wordt gerund door familieleden in de vijfde generatie.